# Simone Majoli
Simone Majoli, né en 1520 à Asti et mort en 1597, est un canoniste et évêque italien.

## Biographie
Né vers 1520, dans la ville d’Asti, en Piémont, il embrassa l’état ecclésiastique, et vint se fixer à Rome, où ses talents lui méritèrent la protection de quelques prélats. Il fut pourvu le 16 juin 1572 de l’évêché de Volturara Appula, dans la Capitanata, et gouverna son diocèse avec beaucoup de sagesse. Il se démit de son évêché en 1597, à raison de son âge avancé, et mourut peu de temps après.

## Œuvres
On doit à Majoli une édition revue et corrigée du Commentaire de Guillaume Durand sur les actes du deuxième concile de Lyon (Fano, 1569, in-4°).
On cite encore de lui:
- De irregularitatibus et aliis canonicis impedimentis, etc., Rome, 1576, in-4°. Ce traité a eu plusieurs éditions.
- Historiarum totius orbis omniumque temporum decades XVI pro defensione sacrarum imaginum, ibid.,1585, in-4° ; ouvrage plein de recherches, mais dans lequel on désirerait plus de critique.
- Dies caniculares, etc., imprimé plusieurs fois en Allemagne[2] ; traduit en français par François de Rosset, sous ce titre : les Jours caniculaires, c’est- à-dire vingt-trois excellents Discours des choses naturelles et surnaturelles [...], Paris, 1609[3] ; 3e édition, revue et corrigée, ibid., 1643, in-4°. Cette compilation eut beaucoup de succès. Georg Draud en donna une continuation très-ample (Francfort, 1612, in-fol.), et abrégea ensuite l’ouvrage.